# د گو-گووز
د گو-گووز (به انگلیسی: The Go-Go's) یک گروه راک آمریکایی است که در سال ۱۹۷۸ در لس آنجلس تشکیل شد. به جز دوره‌های کوتاهی که سایر نوازندگان به آن ها ملحق شدند، د گو-گووز دارای ترکیب نسبتاً پایداری متشکل از شارلوت کفی نوازنده گیتار و کیبورد، بلیندا کارلایل خواننده اصلی، جینا شوک نوازنده درام، کتی ولنتاین نوازنده گیتار باس و جین ویدلین نوازنده گیتار ریتم بود. از د گو-گووز با نام یکی از موفق ترین گروه راک تمام زن دوران یاد می شود.

## اعضای سابق
- مارگوت اولواریا – گیتار باس (۱۹۷۸–۱۹۸۰)
- الیسا بلو – درام (۱۹۷۸–۱۹۷۹)
- پائولا ژان براون – گیتار باس (۱۹۸۵)
- ابی تراویس (فقط در اجرا های زنده) – باس، خواننده پشتیبان (۲۰۱۲–۲۰۱۸)
- کلم برک (فقط در اجرای زنده) – درام (۲۰۲۱)

## ترانه شناسی
آلبوم های استودیویی
- ترانه و دلبر (۱۹۸۱)
- روزهای آسایش (۱۹۸۲)
- برنامه گفتگو (۱۹۸۴)
- خداوند نگه دار د گو-گووز باشد (۲۰۰۱)

## کتاب شناسی
- The Go-Go's: A YinPop Guide by S. White (2016). Fly-By-Night Books. شابک ‎۹۷۸−۰−۹۹۰۵۳۸۶−۴−۶.

## همچنین ببینید
- فهرست هنرمندان موج نو
- فهرست گروه های موسیقی تمام زنانه